# Гаррі Декстер Вайт
Гаррі Декстер Вайт (англ. Harry Dexter White, Гаррі Декстер Уайт; 9 жовтня 1892 — 16 серпня 1948) — американський економіст, представник міністерства фінансів США на Бреттон-Вудській конференції. Зокрема, Вайт був автором проєкту створення Міжнародного Валютного Фонду через тиждень після атаки на Перл-Гарбор, а також брав участь в створенні Світового Банку — основних установ Вашингтонського консенсусу. Вайт давав свідчення та захищав свою репутацію перед Комісією з розслідування антиамериканської діяльності в серпні 1948 року. Через три дні після дачі свідчень Вайт помер від серцевого нападу в літньому будинку в Фіц Вільям, штат Нью-Гемпшир. Декілька джерел інформації, зокрема архівні документи ФБР та СРСР, вказують на те, що він передавав секретні дані Радянському Союзу.

## Молодість
Народився в Бостоні, штат Массачусетс, був сьомою, найменшою дитиною в родині єврейсько-литовських емігрантів, Джозефа Вайта та Сари Магілевськи, які оселились в США в 1885 році. В 1917 році він вступив до лав армії США, отримав звання лейтенанта, служив у Франції в не-бойових загонах, протягом Першої світової війни. У віці 30 років вступив до Колумбійського університету, потім перейшов до Стенфордського університету, де отримав перший науковий ступінь з економіки. Після захисту Ph.D. з економіки в Гарвардському університеті у віці 38 років, Вайт викладав чотири роки в університеті Лоуренса, в Епплтоні, штат Вісконсин. Видавництво Гарвардського університету надрукувало його дисертацію в 1933 році під назвою «Французькі національні рахунки, 1880—1913 рр.» (англ. The French International Accounts, 1880–1913).

## Відділ валютних досліджень
Вайт був відданим інтернаціоналістом, всю свою енергію він присвятив збереженню Великого Альянсу союзників у Другій світовій війні, та збереженню миру через торгівлю. Він вірив в те, що потужні, багатосторонні інститути могли уникнути помилок Версальських угод та запобігти виникненню нової світової економічної депресії. Будучі головою Відділу валютних досліджень, який мав незалежні джерела фінансування, Вайт міг брати на роботу персонал ігноруючи звичайні правила для державних службовців та оминаючи перевірку в органах державної безпеки.

## Міністерство фінансів
В 1934 Джейкоб Вайнер, професор Чиказького універстету, який працював в Міністерстві фінансів, запропонував Вайту роботу.
Після атаки на Перл-Гарбор в грудні 1941 року, Вайт був призначений помічником міністра фінансів Генрі Моргентау (молодшого), аби бути посередником між Державним департаментом та Міністерством з усіх питань міжнародних відносин. Також на нього була покладена відповідальність за «керування та роботи Стабілізаційного валютного фонду без права зміни робочих процедур.» Згодом, Вайт став відповідальним за справи міждержавних відносин в міністерстві, де мав доступ до великої кількості конфіденційної інформації про стан економіки США та її військових союзників.
За словами сина Моргентау, Вайт був основним творцем плану Моргентау. Повоєнний план Моргентау, у варіанті Вайта, полягав у виведенні всієї промисловості з Німеччині, розпуску її збройних сил, та перетворення її на аграрну країну, усуваючи більшу частину німецької економіки та здатність протистояти зовнішній агресії. Варіант плану, який ставив на меті перетворити Німеччину на «країну в основному хліборобів та пастухів», був підписаний Президентом США Франкліном Делано Рузвельтом та Британським прем'єр-міністром Вінстоном Черчиллем на другій конференції в Квебеці у вересні 1944 року. Однак, працівник відділу Вайта з доступом до деталей плану передав його пресі, а Вайт передав копію плану радянській розвідці. Протести громадськості примусили Рузвельта публічно зректися цих намірів. Нацисти та Йозеф Геббельс дуже зраділи викриттю, скористались планом Моргентау для пропаганди та піднесенню бойового духу військових, придушенню критичних голосів проти війни у Німеччині, та зірвали можливий сепаратний мир з Заходом. Дії Вайта також допомогли Радянському Союзові, фактично гарантуючи, що Нацисти, або їхні наступники, не укладатимуть сепаратний мир з Заходом. Однак, Моргентау все ж таки вдалось вплинути на остаточну окупаційну політику, в тому числі, завдяки окупаційній директиві JCS 1067, яка діяла до літа 1947 року та забороняла будь-які спроби економічного відновлення в Німеччині. В доповіді про стан справ в Німеччині через два роки окупації, колишній Президент США Герберт Гувер в березні 1947 року відзначив:
|  | Існує ілюзія, що Нова Німеччина, яка залишилась після анексії, може бути зведена до «країни пастухів». Це неможливо зробити, якщо не знищити або кудись прибрати 25 000 000 чоловік. |

Руйнування важкої промисловості на заході Німеччини, узгоджене на Потсдамській конференції, тривало до 1951 року.
Вайт був головним представником США на конференції у Бреттон Вудсі в 1944 році, та, за свідченнями, домінував на конференції та нав'язав своє бачення, попри заперечення представника Британії Джона Мейнарда Кейнса. По завершенню Війни, Вайт був наближений до процесу створення так званих Бреттон Вудських установ — Міжнародного валютного фонду (МВФ) та Світового банку. Ці інститути мали запобігти відтворенню деяких економічних проблем, які трапились після Першої світової війни. Вже наприкінці листопада 1945 року Вайт підтримував поліпшення відносин з Радянським Союзом. Пізніше, Вайт став директором та представником США у МВФ.
В червні 1947 року Вайт несподівано йде у відставку, та звільняє свій кабінет того ж дня.

## Звинувачення в шпигунстві
2 вересня 1939 року, наступного дня після вторгнення нацистів до Польщі та менше, ніж два тижні після підписання пакту Молотова — Ріббентропа, помічник державного секретаря та радник Президента Рузвельта з внутрішньої безпеки Адольф Берлі зустрівся завдяки журналісту Ісааку Дон Левайну з радянським агентом-метунцем Віттекером Чемберсом. В зроблених вечорі замітках про зустріч, Левайн перелічив імена, зокрема, він записав «містер Вайт». Замітки Берлі про зустріч згадок про Вайта не містять. Берлі написав меморандум на 4 сторінках, та передав його Президенту, котрий відкинув ідею шпигунських кіл в своєму оточенні як «абсурдну». Директор ФБР, Джон Едгар Гувер, відкидав викриття Чемберса як «історію, гіпотезу, чи умовивід» ще в 1942 році.
20 березня 1945 року офіцер з безпеки Державного департаменту допитав Чемберса. В його замітках записано, що Чемберс назвав Вайта «взагалі агентом, але слабким», котрий допоміг багатьом учасникам комуністичного підпілля знайти роботу в Міністерстві фінансів.
7 листопада 1945 року, радянська шпигунка-кур'єр Елізабет Бентлі перекинулась на бік США та розповіла слідчим Федерального бюро розслідувань, що наприкінці 1942 або на початку 1943 року вона дізналась від радянських шпигунів Натана Грегорі Сільвермастера та Людвіга Ульмана, що одним з джерел державних документів, які вони фотографували та передавали нею куратору від НКВС Якову Голосу був Гаррі Декстер Вайт.
Наступного дня, директор ФБР Джон Едгар Гувер відправив лист кур'єром раднику з військових питань Президента Трумена, генералу Гаррі Ваугхану, повідомляючи, що «деякі наймані урядом США працівники передають інформацію та дані стороннім особам, які, в свою чергу, передають цю інформацію агентам розвідки Радянського Союзу.» Лист назвав з десяток названих Бентлі підозрюваних, другим в списку був Гаррі Декстер Вайт.
ФБР проаналізувало надані Бентлі відомості та результати проведених на їх основі розслідувань названих нею підозрюваних, включно з Вайтом, та видало доповідь «Радянська розвідка в США» (англ. Soviet Espionage in the United States), яка була відправлена 4 грудня 1945 року до Білого Дому, Генеральному прокурору та Державному департаменту. Через шість тижнів, 23 січня 1946 року, Трумен номінував Вайта на посаду директора відділу США в Міжнародному валютному фонді. У відповідь, ФБР надіслало меморандум на 28 сторінках присвячений особисто Вайту та його контактам, який був отриманий в Білому Домі 4 лютого 1946 року. Номінація Вайта була затверджена в Сенаті 6 лютого 1946 року.
Через шість років, Трумен свідчитиме, що Вайт був «одразу відокремлений від урядової служби» після отримання цієї інформації — спочатку від Міністерства фінансів, а потім від МВФ. Вайт все ще працював в МВФ 19 червня 1947 року — більш ніж два роки після того, як ФБР поставило Білий Дім до відома про його діяльність — коли він несподівано пішов у відставку (звільнивши свій кабінет того ж дня), після того, як Генеральний прокурор Том Кларк наказав Федеральному великому журі розслідувати звинувачення Бентлі.
31 липня 1948 року Бентлі розповіла комісії з розслідування антиамериканської діяльності, що Вайт брав участь в шпигунстві на користь Радянського Союзу протягом Другої світової війни, та передавав таємні документи Казначаейства агентам радянської розвідки. Бентлі заявила, що колеги Вайта передавали їй інформацію від нього. В свідченнях, даних в 1953 році, Бентлі заявила, що Вайт відповідальний за передачу радянським агентам друкарських кліше, які Міністерство фінансів використовувало для друку союзницьких військових марок в окупованій Німеччині, що дозволило Радянському Союзу друкувати гроші з надлишком, підігріваючи чорний ринок та роздмухуючи інфляцію по всій окупованій Німеччині, завдавши США збитків на чверть мільярда доларів.
Бентлі написала в 1951 році, в автобіографії що вона була «здатна влаштувати із допомогою Гаррі Декстера Вайта передачу кліше Міністерством фінансів США Радянському Союзу». Бентлі досі не згадувала цей епізод в свідченнях, які вона дала ФБР, комітетам, великим журі, та прокурорам, і на той час не були відомі докази того, що Бентлі мала будь-яку роль в передачі. Дехто ставив під сумнів роль Гаррі Декстера Вайта в ній.
В свідченнях, даних 1953 року на комісії, очолюваній Джозефом Маккарті, вона розповіла, що виконувала вказівки, отримані від резидента НКВС у Нью-Йорку Ісхака Абдуловича Ахмерова (котрий діяв під іменем «Білл»), коли передала повідомлення через Людвіга Ульмана та Натана Сільвермастера Гаррі Вайту аби «натиснути в справі передачі кліше до Радянського Союзу».
Це єдиний випадок, коли біограф Катрин Олмстед дійшла висновку, що Бентлі казала неправду про свою роль, пославшись на думку історика Брюса Крейга про те, що «вся ця „схема“ — суцільна фабрикація».
Але згодом свідчення Бентлі були повністю підтверджені довідкою, знайденою через 50 років в Радянських архівах. В довідці, Гайк Овакімян, начальник американського відділу НКВС (на який працювала Бентлі), посилається на доповідь з Нью-Йорка (де знаходилась Бентлі) від 14 квітня 1944 року (коли Бентлі вела групу Сільвермастера), що «згідно з нашими вказівками» Бентлі отримала через Сільвермастера «позитивне рішення Міністерства фінансів передати Радянському Союзу кліше для друку німецьких окупаційних марок».
Віттекер Чемберс, колишній агент радянської розвідки, дав свідчення 3 серпня про співпрацію з Вайтом в секретному апараті комуністичного підпілля до 1938 року. Чемберс представив документи, які зберіглись в нього ще з часів, коли він був кур'єром радянського шпигунського кола в США. Серед них були рукописні нотатки, які, за його словами, дав йому Вайт. Міністерство фінансів підтвердило, що документ містив надсекретні матеріали Державного департаменту, а лабораторія ФБР встановила, що він був написаний рукою Вайта. Чемберс заявив, однак, що Вайт був найменш продуктивним з його контактів.

### Дженнер, Мак-Карті, Мойніхан
Очолювана сенатором Вільямом Дженнером комісія провела розслідування проблеми перевищення повноважень не-обраними високопосдавцями, зокрема, Вайтом. Частина доповіді присвячена перегляду політики адміністрації Президента Рузвельта у відносинах з Китаєм, і була надрукована як «Щоденник Моргентау». В доповіді йшлося, що:
|  | зосередження прибічників комунізму в Міністерстві фінансів, та особливо у відділі монетарних досліджень, тепер повністю зафіксовано. Вайт був першим директором відділу; його наступниками були Франк Кое та Гарольд Глассер. Також з відділом монетарних досліджень були Вільям Людвіг Ульман, Ірвінг Каплан, та Віктор Перло. Було встановлено, що Вайт, Кое, Глассер, Каплан та Перло є учасниками комуністичної змови... |

Комісія також заслухала свідчення спічрайтера Генрі Моргентау, Джонатана Мітчела, про те, що Вайт намагався переконати його в тому, що Радянський Союз створив систему, яка витіснить капіталізм та християнство.
В 1953 році сенатор Джозеф Маккарті та генеральний прокурор з адміністрації Ейзенхауера, Герберт Броунел (молодший), повідомили, що ФБР попередило адміністрацію Трумена про Вайта перед його призначенням до МВФ. Броунел поширив лист ФБР від 8 листопада 1945 року в Білий Дім з попередженням про Вайта та інших, та заявив, що Білий Дім отримував доповідь ФБР про «радянську розвідку в США», включно зі справою Вайта, за шість тижнів до висунення Вайта до МВФ.
Хоча і не заперечуючи відправку цього та інших попереджень Труману, сенатор Даніель Патрік Мойніхан в передмові до доповіді комісії 1997 року написав, що Труман не був поінформований про проєкт Венона. На підтримку цього твердження, він послався на офіційну, написану спільно АНБ та ЦРУ, історію проєкту Венона, що «не існує достовірних доказів» того, що Труман був поінформований про проєкт Венона.

## Смерть
13 серпня 1948 року, Вайт давав свідчення Комісії з розслідування антиамериканської діяльності, де заявив, що не є комуністом. Одразу після дачі свідчень трапився серцевий напад. Він покинув Вашингтона та поїхав відпочити на ферму Фіцвільям, в Нью Хемпширі. Одразу по прибуттю в нього стався другий серцевий напад. Через два дні, 16 серпня 1948 року, у віці 55 років, Гаррі Вайт помер. Встановлена причина смерті була передозування дигіталісом (наперстянка).

## Проєкт Венона
Криптографи АНБ встановили, що Гаррі Декстер Вайт був джерелом інформації в розшифровках проєкту Венона під кодовими іменами «Адвокат», «Річард», та «Юрист». Через два роки після його смерті, в меморандумі від 15 жовтня 1950 року, завдяки доказам, отриманим на проєкті Венона, Вайт був ідентифікований як джерело інформації радянської розвідки під кодовим ім'ям «Юрист». Згодом, міністерство юстиції оприлюднило інформацію про існування проєкту Венона та про те, що в розшифрованих телеграмах Вайт має кодове ім'я «Юрист» та є джерелом розвідувальної інформації. В доповіді ФБР про Вайта йдеться:
|  | Вам вже надавались поради стосовно інформації отриманої від проєкту Венона про Юриста, який діяв протягом 1944 року. Згідно з інформацією, отриманою від проєкту Венона перед тим про Юриста, протягом квітня 1944 року він доповідав про розмови між тогочасним Державним секретарем Корделлом Каллом та віце-президентом Уоллесом. Він також доповідав про можливу подорож Уоллеса до Китаю. 5 серпня 1944 року він доповів радянським шпигунам, що був впевнений в перемозі Президента Рузвельта на виборах якщо не станеться якась приголомшлива військова поразка. Також він доповів, що висунення Трумана на посаду віце-президента мало забезпечити голоси консервативного крила демократичної партії. Також повідомлялось, що Юрист готовий до будь-якої самопожертви заради МДБ, але побоювався, що викриття його діяльності може спричинити скандал та вплинути на вибори. Також згадувалось, що він повернеться до Вашингтону 17 серпня 1944 року. Нова інформація, отримана від проєкту Венона, вказує, що Юрист та Моргентау мали подорожувати до Лондона та Нормандії, покинувши США 5 серпня 1944 року. |

Кодове ім'я було підтверджене завдяки документам, оприлюдненим радянським працівником архівів Василем Митрохіним. Гаррі Декстер Вайт спочатку мав кодове ім'я «КАСИР» а потім «ЮРИСТ».
Іншим прикладом дій Вайта як агента впливу Радянського Союзу може служити зрив запропонованої позики у $200 мільйонів китайським націоналістам в 1943 році.
Інші розшифровки проєкту Венона дають додаткові докази проти Вайта, включно з його порадами про те, як і коли зустрічатись для передачі інформації його куратору. Документ № 71 проєкту Венона містить записи розмов Вайта, де він зізнається в отриманні платні за роботу на Радянський Союз.
В 1997 році комісія сенату США дійшла висновку, що провина Алгера Хіса з Державного департаменту виглядає доведеною, як і Декстера Вайта з Міністерства фінансів.
Додаткові свідчення діяльності Вайта в ролі радянського агента були отримані з радянських архівів та офіцера КДБ Олександра Васильєва. В книзі Алена Вайнстейна та Олександра Васильєва, «The Haunted Wood: Soviet Espionage in America — the Stalin Era», Васильєв, колишній радянський журналіст та офіцер КДБ, зробив огляд радянських архівних документів про діяльність Вайта на користь Радянського Союзу. Вайт допомагав Гарольду Глассеру, працівнику Міністерства фінансів та шпигуну НКВС, «в отриманні посад та кар'єрному росту в Міністерстві, знаючи про його зв'язки з комуністами». Через підтримку Вайта, Гласеру вдалось пройти перевірку ФБР. В грудні 1941 року Таємна служба передала Гаррі Вайту доповідь, вказавши на наявність доказів співпраці Глассера з комуністами. Вайт так і не відреагував на цю доповідь. Глассер залишився на службі в Міністерстві фінансів, та невдовзі став вербувати інших агентів, та готувати доповіді про персонал Міністерства та інших потенційних агентів для НКВС. Після вступу США в Другу світову війну, за погодженням Вайта, Глассер був переведений на вищі урядові посади.
Згідно з радянськими архівами, іншими кодовими іменами Вайта у МДБ були «Річард» та «Рід». Аби захистити своє джерело інформації, радянські розвідники змінили кодове ім'я Вайта.
Родина Вайта та його біографи досі вважають його невинним. Стефен Шлезінгер пише: «Серед істориків, єдиної думки про Вайта досі не існує, але багато схиляються до того, що він намагався допомогти Радянському Союзу, але не вважав свої дії шпигунством.» Роберт Скідельскі, після перегляду доказів, дійшов висновку, що:
|  | поєднання наївності, поверховості та неймовірної самовпевненості — разом з його біографією — пояснюють дії Вайта. Беззаперечно, він зрадив свою країну, оскільки передав національні секрети ворогу. Але немає жодних сумнівів в тому, що передаючи секретну інформацію Радянському Союзу, Вайт усвідомлював, що зраджує надану йому довіру, навіть якщо й не усвідомлював, що зраджує свою країну. |